# Josef Amadori
Josef Amadori (* 14. Oktober 1921 in Mainz-Mombach; † 21. März 2007 in Budenheim) war ein deutscher Fußballspieler.
Der Schreinermeister „Jupp“ Amadori zählte zu den wichtigsten Spielern des Südwest-Oberligisten 1. FSV Mainz 05 in den ersten Nachkriegsjahren. Von 1946 bis Januar 1955 bestritt der Defensivspieler 215 Spiele für die 05er, in denen er 35 Tore erzielte, zumeist Elfmeter. Damit ist Amadori der Spieler mit den fünftmeisten Einsätzen und den siebtmeisten Toren der Mainzer Oberligajahre.
In seinen ersten Jahren bei Mainz 05 spielte der zweikampfstarke Amadori als Nebenmann des zwei Jahre älteren späteren Ehrenspielführers Gerd Higi auf der rechten Abwehrseite. Ab 1952 bildete der Stratege als Mittelläufer das Rückgrat der Mainzer Defensive. „Wenn Mainz geschlagen werden soll, dann muss zuerst Amadori geschlagen werden“, schrieb die lokale Zeitung am ersten Spieltag der Saison 1954/55.
Nach dem Ende seiner Oberligakarriere agierte Amadori als Spielertrainer beim SV Gonsenheim, beim Mainzer Turnverein von 1817 und bei Germania Gustavsburg.
| Personendaten    | Personendaten            |
| ---------------- | ------------------------ |
| NAME             | Amadori, Josef           |
| KURZBESCHREIBUNG | deutscher Fußballspieler |
| GEBURTSDATUM     | 14. Oktober 1921         |
| GEBURTSORT       | Mainz-Mombach            |
| STERBEDATUM      | 21. März 2007            |
| STERBEORT        | Budenheim                |